# Università agraria Hugo Kołłątaj
L'Università agraria Hugo Kołłątaj di Cracovia (in polacco: Uniwersytet Rolniczy im. Hugona Kołłątaja w Krakowie) è diventata una università indipendente grazie ad un decreto del Consiglio dei ministri datato 28 settembre 1972. Precedentemente, sin dal 1890, era conosciuta come Alta scuola di agraria ed era parte dell'Università Jagellonica.

## Struttura
L'università è organizzata nelle seguenti facoltà:
- Agraria ed economia
- Scienze animali
- Ingegneria ambientale e geodesia
- Tecnologie alimentari
- Scienze forestali
- Orticoltura
- Ingegneria della produzione ed energetica
- Biotecnologia
- Architettura del paesaggio
- Centro universitario di medicina veterinaria (in collaborazione con l'Università Jagellonica)
- Succursale della facoltà di economia di Rzeszów